# Rilegno
Rilegno è il Consorzio nazionale per la raccolta, il recupero e il riciclo degli imballaggi in legno, che raggruppa i produttori di imballaggi di legno, i fornitori di materia prima per la loro produzione, gli importatori di materiale o di imballaggi legnosi; e le imprese che riciclano rifiuti di imballaggio in legno. Fa parte del sistema Conai.

## Chi è Rilegno
Rilegno è il Consorzio ambientale per la raccolta, il recupero e il riciclaggio degli imballaggi di legno, nato nel 1997 in seguito all’entrata in vigore del D. Lgs n.22 del 1997, il cosiddetto Decreto Ronchi, che prevedeva un nuovo sistema di gestione basato sulla raccolta differenziata e finalizzato a incentivare la raccolta, il riutilizzo, il recupero e il riciclo della materia prima. In oltre 25 anni di attività, il Consorzio ha dato vita a un sistema di economia circolare che ha prodotto risultati importanti sia in termini ambientali, sia per la capacità di creare sviluppo e occupazione a beneficio della comunità e del sistema Italia. Un sistema che avvia a riciclo 1,6 milioni di tonnellate di legno, rigenera per il riutilizzo oltre 70 milioni di pallet e genera un impatto economico di 3,1 miliardi di euro, oltre 10mila posti di lavoro diretti e soprattutto un “risparmio” nel consumo di CO2 pari a 1,8 milioni di tonnellate.
La gran parte di tutto il materiale riciclato è costituito da imballaggi in legno come pallet, imballaggi industriali, imballaggi ortofrutticoli e per alimenti.
La raccolta degli imballaggi e una prima lavorazione per ridurne il volume avviene nelle piattaforme convenzionate con il Consorzio, capillarmente diffuse su tutto il territorio nazionale. Da qui il legno viene indirizzato ai centri di riciclo localizzati perlopiù nel Nord Italia. In questi impianti di riciclo avviene il processo che consente al legno di intraprendere un nuovo ciclo di vita. Il 95% della materia legno riciclata viene trasformato in pannelli truciolari utilizzati dall’industria del mobile e dei complementi d’arredo. Oggi i produttori di pannello truciolare utilizzano principalmente legno che proviene dalla filiera del recupero post consumo.
Negli anni le aziende del comparto hanno fortemente investito in conoscenza e competenza tecnica, raggiungendo un livello di specializzazione che permette di ritirare qualsiasi tipologia di rifiuto legnoso. I loro impianti attuano processi meccanici di selezione e pulitura del materiale in entrata, con un basso impatto ambientale e un’alta resa produttiva: capacità che le ha portate a diventare una realtà esemplare, senza eguali all’estero.
Altro aspetto fondamentale dell’attività di Rilegno è la rigenerazione degli imballaggi finalizzata al loro riutilizzo. Un processo che prevede diverse fasi.
Il riparatore può organizzare la raccolta presso gli utilizzatori, oppure ricevere i pallet da uno specifico utilizzatore. Quindi individua i pallet che possono essere subito riutilizzati, quelli che necessitano di riparazione e quelli che non sono recuperabili. La riparazione consiste nella schiodatura dei piani o dei blocchetti rotti e nella sostituzione degli elementi difettosi con semilavorati nuovi o usati; mentre la ricostruzione avviene attraverso il riutilizzo di elementi recuperati da imballaggi non più riparabili. Le parti non riutilizzabili dei pallet vengono trasformate, grazie al riciclo, in materia prima seconda.
La rigenerazione e il riutilizzo degli imballaggi in legno è sempre stata considerata un’attività strategica da Rilegno ed è una pratica diffusa tra le imprese consorziate.

## I numeri di Rilegno
Nel 2023 Rilegno ha raccolto e riciclato oltre 1.600.000 tonnellate di rifiuti di legno, di cui il 46,10% è costituito da imballaggi. La percentuale di riciclo raggiunge il 64,92% rispetto all’immesso al consumo, che è stato di 3,3 milioni di tonnellate, e rimane sempre ben oltre l’obiettivo del 30% entro il 2030 ribadito anche dal nuovo Regolamento Europeo (PPWR). Inoltre, sempre nel 2023, è ancora cresciuto ancora il comparto del riutilizzo con 909.210 tonnellate di pallet rigenerati e reimmessi al consumo, praticamente oltre 70 milioni di pezzi. 
Secondo i dati aggiornati a fine 2023, sono 384 le piattaforme convenzionate in tutta Italia alle quali le imprese conferiscono gratuitamente i rifiuti da imballaggio.